# Пандора (накит)
Пандора А/С (често се назива PANDORA) је дански произвођач и продавац накита који је 1982. године основао Пер Еневолдсен. Компанија је почела као породична продавница накита у Копенхагену.
Пандора је позната по својим прилагодљивим наруквицама са привесцима, дизајнерским прстеновима, минђушама, огрлицама и (сада укинутим) сатовима. Компанија има производну локацију на Тајланду и пласира своје производе у више од 100 земаља на шест континената са више од 6.700 продајних места.

## Историја
Пандору су 1982. основали дански златар Пер Еневолдсен и његова тадашња супруга Вини Еневолдсен. Пар је почео у малим размерама увозом накита са Тајланда и продајом потрошачима.
1987. године компанија је окончала своје малопродајне послове и постала чисти велетрговац; две године касније Еневолдсен је ангажовао интерне дизајнере и основао производну локацију на Тајланду, где се и даље налази. Уз ниске трошкове производње и ефикасан ланац снабдевања, Еневолдсен би могао да обезбеди приступачан, ручно готов накит за масовно тржиште. Пандорина колекција је нарасла тако да укључује асортиман прстења, огрлица, минђуша и сатова. Своје препознатљиве наруквице са шармом почео је да продаје 2000. године након неколико година развоја, заштићених патентом.
Данска групација приватног капитала Акцел (енгл. Аxcel) купила је 60% удела у компанији од породице Еневолдсен 2008. године. Акције у укупном износу од 9,96 милијарди данских круна (1,84 милијарде америчких долара) продате су на Иницијалној јавној понуди(енгл. Initial public offering (IPO))  у октобру 2010. године, једном од највећих ИПО-а у Европи те године, што је Пандори дало тржишну капитализацију од око 27 милијарди данских круна. Компанија је јавно котирана на НАСДАК ОМКС (енгл. NASDAQ OMX) Копенхагенској берзи у Данској и саставни је део индекса ОМКС (енгл. OMX) Копенхаген 20.
Пандора је постала трећа по величини светска компанија за производњу накита по продаји, после Картијер-а(енгл. Cartier) и Tiffany & Co(познатије као Тифани). У 2011. у просеку сваке секунде продато је више од једног комада Пандора накита.
Акције су пале за скоро 80% у 2011. након померања фокуса на дизајне више класе који су отуђили кључне купце, али су се перформансе опоравиле након повратка на приступачније масовно тржиште, при чему је група пријавила приход од 19 милијарди данских круна и нето профит већи од 3 милијарде данских круна у 2014. години. У 2020. години и због пандемије Ковид-19, затворено је 80% од 2.700 Пандориних продавница широм света. Међутим, компанија је у потпуности плаћала свом особљу, чак и онима који су радили у затвореним радњама.
Почетком маја 2021. године, Пандора је објавила да ће компанија постепено укидати ископавање дијаманата у корист драгуља произведених у лабораторијама. Нови дијамантски накит ће се прво продавати у Уједињеном Краљевству пре него што почне да се продаје широм света 2022. године. Највећи светски бренд накита са 19 милијарди данских круна прихода и малопродајном мрежом од око 2.700 продавница.

## Дистрибутивна мрежа
Продаја бренда Пандора почела је у Европи и први пут се пробила у Северну Америку 2003. године. Компанија је отворила концепт продавнице широм света пре него што је њен модел франшизинга започео у Аустралији 2009. године. Пандора производи се продају у више од 100 земаља на шест континената кроз приближно 6.700 продајних места, укључујући око 2.400 концепт продавница. Компанија запошљава преко 26.000 људи, од којих се 13.200 налази у Гемополису на Тајланду, једином производном месту компаније од 1989. године.
Пандора је покренула онлајн платформу за продају у Европи 2011. године и почела да ради на проширењу своје е-трговине на већини својих тржишта, укључујући Аустралију.
Европа и Сједињене Америчке Државе су чиниле скоро 90% групне продаје у 2014. Група је најавила кинески уговор о дистрибуцији 2015. године, са плановима да повећа број продавница на "пар стотина" у Кини. У 2015. откупио је акције Оракле Инвестмента (енгл. Oracle Investment) у својој кинеској дистрибутивној служби.